# Feels (пісня Кельвіна Гарріса)
«Feels» — пісня шотландського музиканта і продюсера Кельвіна Гарріса за участю американських виконавців співака Фаррелла Вільямса, співачки Кеті Перрі і американського репера Шона Андерсона (Big Sean). Пісня була випущена 16 червня 2017 року лейблом Sony Music в якості 4-го синглу з 5-го альбому Гарріса Funk Wav Bounces Vol. 1 (2017). Композиція була написана Адамом Уайлсом, Фарреллом Вільямсом, Кеті Перрі, Бріттані Хаззард і Шоном Андерсоном.

## Історія
Пісня отримала позитивні і скромні відгуки музичних критиків та інтернет-видань: Енді Каш (Andy Cush) з журналу Spin, Еліа Лейт (Elia Leight) з журналу Rolling Stone (яка написала: «проста, безтурботна пісня, в ній поєднуються пунктуальна ска-гітара, грайлива клавіатурна лінія і чарівні скрипи, які нагадують ковзання мультяшного персонажа на банановій шкірці»), Брент Фолкнер (Brent Faulkner) з видання The Musical Hype (він написав: «що пісня недостатньо підготовлена, залишаючи бажати кращого, але це тип запису, який більше подобається через звук, ніж через ліризму»).

## Музичне відео
Відеокліп для «Feels» поставив британський режисер Еміль Нава. Прем'єра відбулася 26 червня 2017 року на каналі Vevo на YouTube. В цьому кліпі Фаррелл, Кеті Перрі та Big Sean відпочивають на пустельному острові.

## Чарти
| Чарт (2017)                                | Найвища позиція |
| ------------------------------------------ | --------------- |
| Аргентина (Monitor Latino)                 | 9               |
| Австралія (ARIA)                           | 3               |
| Australia Dance (ARIA)                     | 1               |
| Ö3 Austria Top 40                          | 8               |
| Ultratop 50 Flanders                       | 6               |
| Ultratop 50 Wallonia                       | 6               |
| Canadian Hot 100                           | 6               |
| Colombia (National-Report)                 | 35              |
| Rádio Top 100                              | 62              |
| Singles Digitál Top 100                    | 9               |
| Denmark (Tracklisten)                      | 7               |
| Suomen virallinen lista                    | 12              |
| France (SNEP)                              | 2               |
| Official German Charts                     | 9               |
| Rádiós Top 40                              | 21              |
| Single Top 40                              | 7               |
| Stream Top 40                              | 11              |
| Ireland (IRMA)                             | 3               |
| Media Forest                               | 1               |
| Italy (FIMI)                               | 21              |
| Japan Hot 100                              | 34              |
| Japan Hot Overseas (Billboard)             | 2               |
| Latvia (Latvijas Top 40)                   | 8               |
| Lebanon (Lebanese Top 20)                  | 9               |
| Malaysia (RIM)                             | 4               |
| Mexico Ingles Airplay (Billboard)          | 1               |
| Dutch Top 40                               | 6               |
| Single Top 100                             | 11              |
| New Zealand (Recorded Music NZ)            | 2               |
| Norway (VG-lista)                          | 5               |
| Philippines (Philippine Hot 100)           | 22              |
| Polish Airplay Top 100                     | 48              |
| Dance Top 50                               | 11              |
| AFP                                        | 11              |
| Official Charts Company                    | 2               |
| Rádio Top 100                              | 18              |
| Singles Digitál Top 100                    | 4               |
| Slovenia (SloTop50)                        | 29              |
| PROMUSICAE                                 | 24              |
| Sweden (Sverigetopplistan)                 | 18              |
| Schweizer Hitparade                        | 10              |
| UK Singles Chart (Official Charts Company) | 1               |
| Billboard Hot 100                          | 21              |
| Adult Top 40 (Billboard)                   | 22              |
| Dance Club Songs (Billboard)               | 31              |
| Hot Dance/Electronic Songs (Billboard)     | 3               |
| Hot R&B/Hip-Hop Songs (Billboard)          | 10              |
| Mainstream Top 40 (Billboard)              | 11              |
| Rhythmic (Billboard)                       | 17              |

## Сертифікації
| Регіон | Сертифікація | Продажі |
| --- | ------------ | ------- |
| Австралія (ARIA) | Платиновий   | 70 000  |
| Італія (FIMI) | Золотий      | 25 000  |
| Нова Зеландія (RIANZ) | Золотий      | 15 000  |
| Велика Британія (BPI) | Срібний      | 200 000 |
| *продажі, що базуються лише на сертифікаціях · ^відвантаження, що базуються лише на сертифікаціях · продажі+прослуховування, що базуються лише на сертифікаціях |              |         |